# Újezd u Černé Hory
Újezd u Černé Hory (in tedesco Aujest) è un comune della Repubblica Ceca facente parte del distretto di Blansko, in Moravia Meridionale.